# Nicolas Kiefer
Nicolas Kiefer (ur. 5 lipca 1977 w Holzminden) – niemiecki tenisista, reprezentant w Pucharze Davisa, srebrny medalista igrzysk olimpijskich w Atenach (2004) w grze podwójnej.

## Kariera tenisowa
Kiefer ma za sobą bogatą karierę juniorską; w 1995 roku sklasyfikowano go na 2. miejscu na świecie wśród juniorów (za Marianem Zabaletą) i zwyciężył w dwóch juniorskich turniejach wielkoszlemowych (Australian Open i US Open), a także był w finale Wimbledonu oraz półfinale French Open.
Występuje w gronie tenisistów zawodowych od 1995 roku. W przeciągu swojej kariery wygrał 6 turniejów rangi ATP World Tour w grze pojedynczej oraz 13–krotnie był finalistą tych rozgrywek. Najlepszym wynikiem wielkoszlemowym Niemca jest półfinał Australian Open z roku 2006, gdzie wyeliminował po drodze m.in. Sébastiena Grosjeana; przegrał z Rogerem Federerem.
W grze podwójnej Niemiec ma w swoim dorobku 3 triumfy w cyklu ATP World Tour. W 2004 roku wywalczył razem z Rainerem Schüttlerem srebrny medal podczas igrzysk olimpijskich w Atenach. Niemiecka para pokonała po drodze m.in. debel Mahesh Bhupathi–Leander Paes, jednak pojedynek finałowy przegrała z Fernandem Gonzálezem i Nicolásem Massú.
W latach 1998–2009 Kiefer reprezentował Niemcy w Pucharze Davisa. Rozegrał przez ten okres dla zespołu 26 meczów, wygrywając z 12 nich (10 w singlu i 2 w deblu). W 2005 roku zdobył wraz z zespołem Drużynowy Puchar Świata.
Najwyżej sklasyfikowany w rankingu singlistów był na 4. miejscu w styczniu 2000 roku, natomiast w zestawieniu deblistów w połowie lutego 2003 roku zajmował 56. pozycję. Pod koniec grudnia 2010 roku Kiefer ogłosił zakończenie kariery tenisowej.

### Finały w turniejach ATP World Tour
| Legenda                                      |
| -------------------------------------------- |
| Wielki Szlem                                 |
| Igrzyska olimpijskie                         |
| Tennis Masters Cup / ATP Finals              |
| ATP Masters Series / ATP Tour Masters 1000   |
| ATP International Series Gold / ATP Tour 500 |
| ATP International Series / ATP Tour 250      |

#### Gra pojedyncza (6–13)
| Końcowy wynik | Nr  | Data                 | Turniej      | Nawierzchnia    | Przeciwnik            | Wynik finału               |
| ------------- | --- | -------------------- | ------------ | --------------- | --------------------- | -------------------------- |
| Zwycięzca     | 1.  | 28 września 1997     | Tuluza       | Twarda (hala)   | Mark Philippoussis    | 7:5, 5:7, 6:4              |
| Finalista     | 1.  | 12 października 1997 | Singapur     | Dywanowa (hala) | Magnus Gustafsson     | 6:4, 3:6, 3:6              |
| Finalista     | 2.  | 14 lutego 1999       | Dubaj        | Twarda          | Jérôme Golmard        | 4:6, 2:6                   |
| Zwycięzca     | 2.  | 18 kwietnia 1999     | Tokio        | Twarda          | Wayne Ferreira        | 7:6(5), 7:5                |
| Zwycięzca     | 3.  | 13 czerwca 1999      | Halle        | Trawiasta       | Nicklas Kulti         | 6:3, 6:2                   |
| Zwycięzca     | 4.  | 19 września 1999     | Taszkent     | Twarda          | George Bastl          | 6:4, 6:2                   |
| Finalista     | 3.  | 17 października 1999 | Wiedeń       | Twarda (hala)   | Greg Rusedski         | 7:6(5), 6:2, 3:6, 5:7, 4:6 |
| Zwycięzca     | 5.  | 13 lutego 2000       | Dubaj        | Twarda          | Juan Carlos Ferrero   | 7:5, 4:6, 6:3              |
| Zwycięzca     | 6.  | 8 października 2000  | Hongkong     | Twarda          | Mark Philippoussis    | 7:6(4), 2:6, 6:2           |
| Finalista     | 4.  | 7 października 2001  | Moskwa       | Dywanowa (hala) | Jewgienij Kafielnikow | 4:6, 5:7                   |
| Finalista     | 5.  | 16 czerwca 2002      | Halle        | Trawiasta       | Jewgienij Kafielnikow | 6:2, 4:6, 4:6              |
| Finalista     | 6.  | 15 czerwca 2003      | Halle        | Trawiasta       | Roger Federer         | 1:6, 3:6                   |
| Finalista     | 7.  | 22 lutego 2004       | Memphis      | Twarda (hala)   | Joachim Johansson     | 6:7(5), 3:6                |
| Finalista     | 8.  | 7 marca 2004         | Scottsdale   | Twarda          | Vince Spadea          | 5:7, 7:6(5), 3:6           |
| Finalista     | 9.  | 18 lipca 2004        | Los Angeles  | Twarda          | Tommy Haas            | 6:7(6), 4:6                |
| Finalista     | 10. | 25 lipca 2004        | Indianapolis | Twarda          | Andy Roddick          | 2:6, 3:6                   |
| Finalista     | 11. | 16 października 2005 | Moskwa       | Dywanowa (hala) | Igor Andriejew        | 7:5, 6:7(3), 2:6           |
| Finalista     | 12. | 30 października 2005 | Petersburg   | Dywanowa (hala) | Thomas Johansson      | 4:6, 2:6                   |
| Finalista     | 13. | 27 lipca 2008        | Toronto      | Twarda          | Rafael Nadal          | 3:6, 2:6                   |

#### Gra podwójna (3–1)
| Końcowy wynik | Nr | Data                 | Turniej     | Nawierzchnia    | Partner            | Przeciwnicy                     | Wynik finału               |
| ------------- | -- | -------------------- | ----------- | --------------- | ------------------ | ------------------------------- | -------------------------- |
| Zwycięzca     | 1. | 25 października 1998 | Ostrawa     | Dywanowa (hala) | David Prinosil     | David Adams Pavel Vízner        | 6:4, 6:3                   |
| Zwycięzca     | 2. | 28 lipca 2002        | Los Angeles | Twarda          | Sébastien Grosjean | Justin Gimelstob Michaël Llodra | 6:4, 6:4                   |
| Zwycięzca     | 3. | 5 października 2003  | Tokio       | Twarda          | Justin Gimelstob   | Scott Humphries Mark Merklein   | 6:7(6), 6:3, 7:6(4)        |
| Finalista     | 1. | 22 sierpnia 2004     | Ateny       | Twarda          | Rainer Schüttler   | Fernando González Nicolás Massú | 2:6, 6:4, 6:3, 6:7(7), 4:6 |

### Starty wielkoszlemowe (gra pojedyncza)
| Turniej         | 1996 | 1997 | 1998 | 1999 | 2000 | 2001 | 2002 | 2003 | 2004 | 2005 | 2006 | 2007 | 2008 | 2009 | 2010 | Wygrane turnieje | Bilans w turnieju |
| --------------- | ---- | ---- | ---- | ---- | ---- | ---- | ---- | ---- | ---- | ---- | ---- | ---- | ---- | ---- | ---- | ---------------- | ----------------- |
| Australian Open | 1R   | –    | QF   | 3R   | QF   | 2R   | 1R   | –    | 1R   | 1R   | SF   | –    | 1R   | –    | –    | 0 / 10           | 16–10             |
| French Open     | –    | 1R   | 2R   | 1R   | 1R   | 1R   | 1R   | 2R   | 2R   | 4R   | 3R   | –    | –    | 2R   | –    | 0 / 11           | 9–10              |
| Wimbledon       | –    | QF   | 3R   | 2R   | 1R   | 4R   | 3R   | 1R   | 1R   | 3R   | –    | 3R   | 3R   | 1R   | 1R   | 0 / 13           | 18–13             |
| US Open         | –    | –    | 3R   | 3R   | QF   | 1R   | 1R   | 2R   | 4R   | 4R   | –    | 2R   | 1R   | 2R   | –    | 0 / 11           | 17–11             |